# Brattskarvbrekka
Brattskarvbrekka (norwegisch für Steiler Gebirgsanstieg) ist ein Gebirgspass im ostantarktischen Königin-Maud-Land. In der Sverdrupfjella verläuft er zwischen den Bergen Brattskarvet und Vendeholten.
Erstmals aus der Luft fotografierten den Pass Teilnehmer der Deutschen Antarktischen Expedition 1938/39 unter der Leitung des Polarforschers Alfred Ritscher. Norwegische Kartografen, die auch die Benennung vornahmen, kartierten ihn anhand von Vermessungen und Luftaufnahmen der Norwegisch-Britisch-Schwedischen Antarktisexpedition (1949–1952).